# Cristo si è fermato a Eboli
Cristo si è fermato a Eboli (em português:  Cristo parou em Eboli) é um filme italiano de 1979, de gênero drama, dirigido por Francesco Rosi e baseado no livro homônimo de Carlo Levi. 

## Sinopse
Ambientado na Itália durante o regime fascista, o escritor Carlo Levi, por causa de suas idéias anti-fascistas, está confinado em Aliano, na região da Basilicata. Aliano é um país pobre e atrasado, os habitantes são supersticiosos. Inicialmente em dificuldade, mais tarde Levi consegue entrar em contato com a população local. Esta experiência permite-lhe conhecer o mundo rural, longe do ambiente intelectual de onde ele vem.

## Produção
O filme foi inteiramente rodado em Basilicata. As filmagens aconteceram em Aliano, Matera, Craco e Guardia Perticara.

## Elenco
- Gian Maria Volonté ... Carlo Levi
- Lea Massari ... Luisa Levi
- Alain Cuny ... Barone Rotundo
- Irene Papas ... Giulia
- Paolo Bonacelli ... Don Luigi Magalone
- François Simon	... Don Traiella

## Prêmios
O filme foi premiado com dois David di Donatello como "Melhor Filme" e "Melhor Diretor", e um Nastro d'Argento de Melhor Actriz Secundária a Lea Massari. Foi exibido fora da competição no Festival de Cannes de 1979. Recebeu o Prêmio de Ouro do 11° Festival de Moscou e o Prêmio BAFTA de melhor filme estrangeiro em 1983.